# Hiéroglyphe égyptien I9
Pour les articles homonymes, voir Vipère (homonymie).

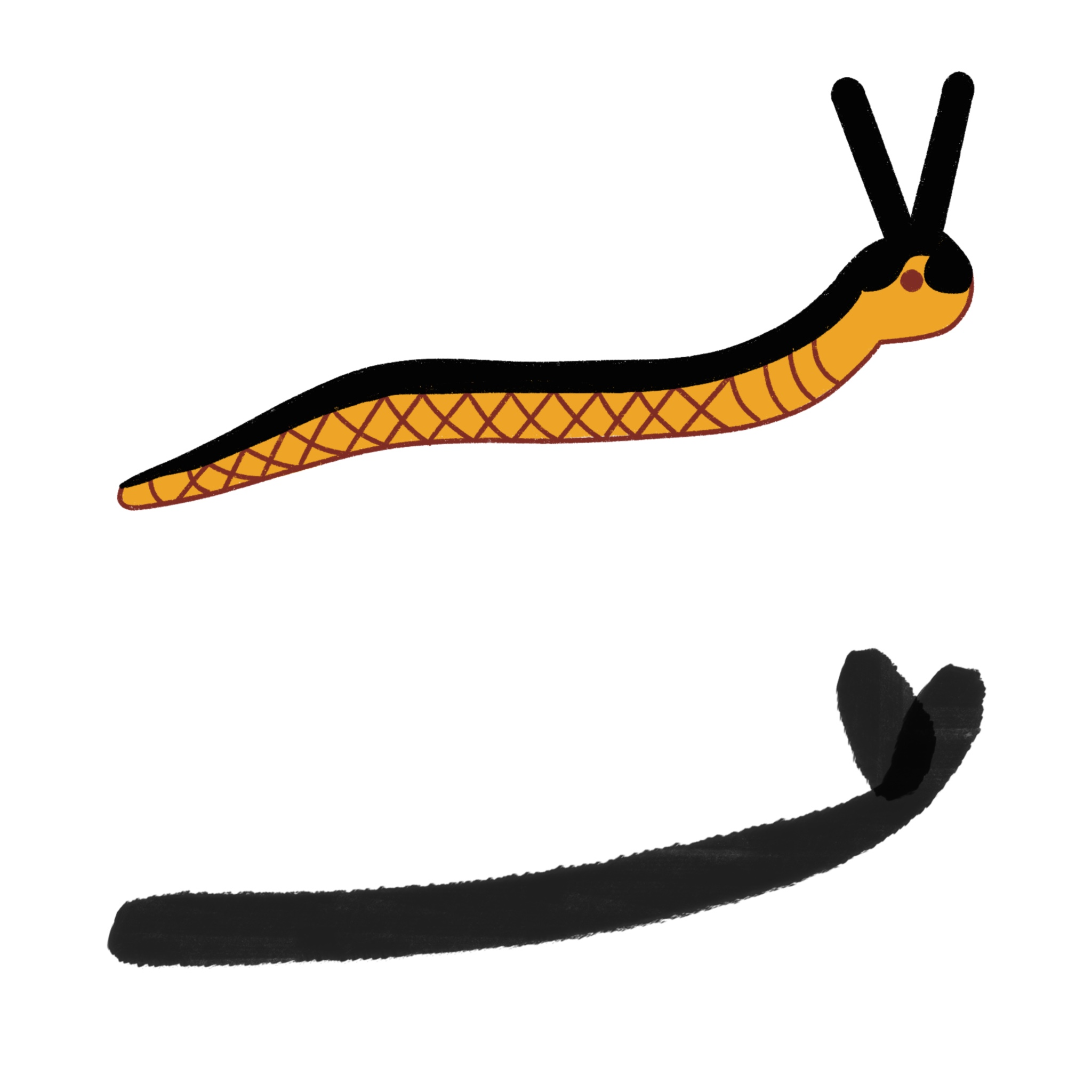
Version hiératique et hiéroglyphique

Le hiéroglyphe égyptien I9 (vipère) est classifiée dans la section I « Amphibiens, reptiles, etc. » de la liste de Gardiner ; cet hiéroglyphe y est noté I9.

## Représentation
Il représente une vipère à cornes (Cerastes cerastes).
Il est translittéré f.

## Utilisation
| C'est peut être un idéogramme pour vipère dans le terme ḏw-ft : | Ati | « Montagne de la vipère ». |

| C'est un idéogramme du terme démotique fȝy : |  | « vipère », d'où découle son utilisation en |

tant que phonogramme unilitère f. 
| i | t · f | A40 |

| i | t · f | A40 |

## Exemples de mots
| f |

| f |

| f · t · t | F20 | A2 |

| f · t · t | F20 | A2 |

| f | A | i | i | t | A9 |

| f | A | i | i | t | A9 |